# Condado de Torralba de Aragón
El condado de Torralba de Aragón es un título nobiliario español creado por el rey Felipe IV el 9 de febrero de 1631, con la denominación de condado de Torralba, a favor de Miguel Comprat de Castellví, noble del reino de Cerdeña.
Este condado fue rehabilitado en 1925 como título del reino de España por el rey Alfonso XIII en favor de María Dominga de Queralt y Fernández-Maquieira, III marquesa de Bonanaro, con la denominación actual, referida al municipio aragonés de Torralba, en la provincia de Huesca, por existir otro condado con la misma denominación (condado de Torralba).

## Condes de Torralba de Aragón
|                                 | Titular                                        | Periodo                |
| Creación por Felipe IV          | Creación por Felipe IV                         | Creación por Felipe IV |
| ------------------------------- | ---------------------------------------------- | ---------------------- |
| I                               | Miguel Comprat de Castellví                    | 1631-¿?                |
| Rehabilitación por Alfonso XIII |                                                |                        |
| II                              | María Dominga de Queralt y Fernández-Maquieira | 1925-1926              |
| III                             | Buenaventura Piñeyro y Queralt                 | 1926-1947              |
| IV                              | Lorenzo Piñeyro y Fernández de Córdoba         | 1947-1968              |
| V                               | Lorenzo Piñeyro y Escrivá de Romaní            | 1968-2018              |
| VI                              | Carmen Josefa Piñeyro y Martos                 | 2018-hoy               |

## Historia de los condes de Torralba de Aragón
- Miguel Comprat de Castellví, I conde de Torralba, noble del reino de Cerdeña.[1]

Rehabilitado en 1925, con la actual denominación de «Torralba de Aragón», en favor de:
- María Dominga de Queralt y Fernández-Maquieira (Madrid, 15 de noviembre de 1871-Madrid, 11 de julio de 1952), II condesa de Torralba de Aragón, III marquesa de Bonanaro, dama de la reina de la Orden de María Luisa y de la Real Maestranza de Caballería de Granada.[1][3][4]

Casó el 26 de octubre de 1892, en Madrid, con Lorenzo Piñeyro y Fernández de Villavicencio (1864-1941), VIII marqués de la Mesa de Asta, X marqués de Bendaña, coronel del Estado Mayor, gentilhombre de cámara del rey con ejercicio y servidumbre, maestrante de Granada etc. En 1926 le sucedió, por cesión, su hijo:
- Buenaventura Piñeyro y Queralt (Madrid, 24 de octubre de 1900-28 de junio de 1947), III conde de Torralba de Aragón, caballero maestrante de Granada, diplomático.[5][6] Fallecido soltero. Le sucedió su sobrino:

- Lorenzo Piñeyro y Fernández de Córdoba (Madrid, 8 de octubre de 1920-Madrid, 2 de marzo de 2011), IV conde de Torralba de Aragón, IX marqués de Albolote, XI marqués de Bendaña, XII barón de Molinet, caballero maestrante de Granada, caballero y trece de la Orden de Santiago.[5][6] Era hijo de Lorenzo Piñeyro y Queralt (1894-1921), VIII marqués de Albolote, y su esposa María de los Milagros Fernández de Córdoba y Álvarez de las Asturias-Bohorques (m. 1991).[6]

Casó el 9 de noviembre de 1945, en Madrid, con María Escrivá de Romaní y Patiño, dama maestrante de Granada. Le sucedió por cesión, previa orden del 10 de julio de 1968 para que se expida la correspondiente carta de sucesión (BOE del 22 de julio), su hijo:
- Lorenzo Piñeyro y Escrivá de Romaní (n. Madrid, 18 de junio de 1953), V conde de Torralba de Aragón, XII marqués de Bendaña, X marqués de Albolote, XIII barón de Molinet.[9]

Casó el 7 de mayo de 1979, en Madrid, con Isabel Martos y Azlor de Aragón. El 12 de julio de 2018, previa orden del 31 de mayo del mismo año para que se expida la correspondiente carta de sucesión (BOE del 4 de julio), le sucedió, por cesión, su hija:
- Carmen Josefa Piñeyro y Martos (n. Madrid, 19 de julio de 1985), VI condesa de Torralba de Aragón.[9][11]